# Transiberiana (album)
Transiberiana è il quindicesimo album in studio del gruppo musicale italiano Banco del Mutuo Soccorso, pubblicato il 10 maggio 2019 dalla Inside Out Music.

## Descrizione
Si tratta del primo album composto interamente da inediti ad uscire dopo Il 13, pubblicato nel 1994, nonché il primo a figurare alla voce il cantante Tony D'Alessio, subentrato il 20 settembre 2016 dopo la morte nel febbraio 2014, avvenuta a causa di un incidente stradale, di Francesco Di Giacomo. Transiberiana è stato concepito interamente dal tastierista Vittorio Nocenzi (autore dei testi e delle musiche insieme rispettivamente a Paolo Logli e al figlio Michelangelo Nocenzi), il quale ha spiegato la genesi del disco:
Nonostante il genere sia tipicamente rock progressivo, l'album risulta caratterizzato anche da influenze jazz, progressive metal ed elettroniche.

## Promozione
L'album venne annunciato con un comunicato stampa il 13 gennaio 2019, con una data di uscita prevista per aprile dello stesso anno. Il 13 febbraio 2019 viene annunciata la lista tracce e la copertina dell'album, che raffigura il salvadanaio simbolo del primo album della band trasformato in un mappamondo. Viene anche fissata la data di uscita per il 26 aprile 2019.
L'8 marzo 2019 viene pubblicato sulla pagina Facebook della band un breve estratto di I ruderi del gulag, primo singolo estratto dall'album uscito la settimana successiva; il 15 marzo è uscito il relativo lyric video e annunciata la posticipazione dell'album al 10 maggio 2019. Viene anche annunciata un'edizione speciale contenente due brani bonus registrati dal vivo nel 2018 al Festival Prog di Veruno. Il 13 aprile 2019 è uscito il secondo singolo L'assalto dei lupi, accompagnato dal relativo video. Il 25 aprile 2019, in occasione del festival "Le Radici e le Ali" è stato eseguito dal vivo per la prima volta il brano L'imprevisto, estratto in seguito come terzo singolo dell'album il successivo 3 maggio.
Il 7 maggio 2019 la band ha presentato il disco ai giornalisti a Milano, nella sala stampa di Sony Music, ed ha annunciato un firma-copie a Roma per celebrare l'uscita dell'album.

## Tracce
Testi di Paolo Logli e Vittorio Nocenzi, musiche di Vittorio Nocenzi e Michelangelo Nocenzi.
1. Stelle sulla terra – 6:05
2. L'imprevisto – 3:31
3. La discesa dal treno – 6:17
4. L'assalto dei lupi – 5:37
5. Campi di fragole – 3:34
6. Lo sciamano – 3:59
7. Eterna Transiberiana – 6:18
8. I ruderi del gulag – 6:05
9. Lasciando alle spalle – 1:52
10. Il grande bianco – 6:33
11. Oceano: strade di sale – 3:38

Tracce bonus nell'edizione limitata
1. Metamorfosi (Live) – 9:40 (testo: Francesco Di Giacomo, Vittorio Nocenzi – musica: Vittorio Nocenzi)
2. Il ragno (Live) – 5:37 (testo: Francesco Di Giacomo, Vittorio Nocenzi – musica: Vittorio Nocenzi)

## Formazione
Gruppo
- Vittorio Nocenzi – pianoforte, tastiera, cori, arrangiamento, voce principale (traccia 5)
- Filippo Marcheggiani – chitarra solista, cori, arrangiamento
- Nicola Di Già – chitarra ritmica e acustica, balalaica, arrangiamento
- Fabio Moresco – batteria
- Marco Capozi – basso
- Tony D'Alessio – voce principale

Altri musicisti
- Michelangelo Nocenzi – tastiera e programmazione aggiuntivi, arrangiamento

Produzione
- Vittorio Nocenzi – produzione, missaggio
- Filippo Marcheggiani – produzione, missaggio
- Nicola Di Già – produzione, missaggio
- Andrea Secchi – missaggio
- Carmine Simeone – mastering

## Classifiche
| Classifica (2019) | Posizione massima |
| ----------------- | ----------------- |
| Italia            | 19                |